# Prix Nebula
Le prix Nebula (Nebula Award) est un prix littéraire américain décerné chaque année par la Science Fiction and Fantasy Writers of America à l'œuvre de science-fiction ou de fantasy jugée la plus novatrice.
La première remise de prix eut lieu en 1966 et récompensa Dune de Frank Herbert avec le prix du meilleur roman.

## Historique
Le prix Nebula, fondé et organisé par la Science Fiction and Fantasy Writers of America, n'est attribué qu'aux auteurs publiés aux États-Unis l'année calendaire précédente et comporte cinq catégories dans lesquelles chaque œuvre concourt en fonction de sa taille (sauf pour la catégorie du meilleur scénario pour un jeu) :
- roman (novel) (plus de 40 000 mots) ;
- roman court (novella) (entre 17 500 et 40 000 mots) ;
- nouvelle longue (novelette) (entre 7 500 et 17 500 mots) ;
- nouvelle courte (short Story) (moins de 7 500 mots).
- scénario pour un jeu (game writing).

Le trophée est le même depuis 1966 et s'inspire d'un dessin de l'auteure américaine Kate Wilhelm.

## Catégories de récompenses
- Meilleur roman
- Meilleur roman court
- Meilleure nouvelle longue
- Meilleure nouvelle courte
- Meilleur scénario pour un jeu (depuis 2018)

Prix remis lors de la cérémonie des prix Nebula mais n'en faisant pas officiellement partie
- Prix Damon-Knight Memorial Grand Master : consacre l'ensemble de l'œuvre d'un auteur vivant (depuis 1974)
- Prix Infinity : consacre l'ensemble de l'œuvre d'un auteur décédé (depuis 2022)
- Prix Ray-Bradbury : récompense le meilleur scénario d'une œuvre de science-fiction (depuis 1991 ; ce prix ne fait pas officiellement partie des prix Nebula)
- Prix Auteur émérite : attribué de 1994 à 2010 pour un auteur expérimenté qui n'est que peu publié.
- Prix du service pour la SFWA (depuis 1995)
- Prix Andre-Norton : récompense les meilleurs œuvres pour jeunes adultes (depuis 2005)
- Prix Solstice : consacre les personnes ayant un impact significatif dans le domaine des littératures de l'imaginaire (depuis 2009 ; à l'inverse du prix Damon-Knight Memorial Grand Master, le prix Solstice peut être décerné de manière posthume)

## Palmarès

### Années 1960

#### 1965
- Roman : Dune (Dune) par Frank Herbert
- Roman court : Le Façonneur (He Who Shapes) par Roger Zelazny et L'Arbre à salive (The Saliva Tree) par Brian W. Aldiss (ex æquo)
- Nouvelle longue : Les Portes de son visage, les lampes de sa bouche (The Doors of His Face, the Lamps of His Mouth) par Roger Zelazny
- Nouvelle courte : « Repens-toi, Arlequin » dit Monsieur Tic-Tac ("Repent, Harlequin!" Said the Ticktockman) par Harlan Ellison

#### 1966
- Roman : Babel 17 (Babel 17) par Samuel R. Delany et Des fleurs pour Algernon (Flowers for Algernon) par Daniel Keyes (ex æquo)
- Roman court : Le Dernier Château (The Last Castle) par Jack Vance
- Nouvelle longue : Call Him Lord par Gordon R. Dickson
- Nouvelle courte : The Secret Place par Richard McKenna

#### 1967
- Roman : L'Intersection Einstein (The Einstein Intersection) par Samuel R. Delany
- Roman court : Voici l'homme (Behold the Man) par Michael Moorcock
- Nouvelle longue : En poussant les osselets (Gonna Roll The Bones) par Fritz Leiber
- Nouvelle courte : …et pour toujours Gomorrhe (Aye, and Gomorrah…) par Samuel R. Delany

#### 1968
- Roman : Rite de passage (Rite of Passage) par Alexei Panshin
- Roman court : Dragonrider par Anne McCaffrey
- Nouvelle longue : Pastorale pour une Terre qui meurt (Mother to the World) par Richard Wilson
- Nouvelle courte : Les Planificateurs (The Planners) par Kate Wilhelm

#### 1969
- Roman : La Main gauche de la nuit (The Left Hand of Darkness) par Ursula K. Le Guin
- Roman court : Un gars et son chien (A Boy and His Dog) par Harlan Ellison
- Nouvelle longue : Le Temps considéré comme une hélice de pierres semi-précieuses (Time Considered as a Helix of Semi-Precious Stones) par Samuel R. Delany
- Nouvelle courte : Passagers (Passengers) par Robert Silverberg

### Années 1970
| Sommaire : | - Haut - 1970 - 1971 - 1972 - 1973 - 1974 - 1975 - 1976 - 1977 - 1978 - 1979 |

#### 1970
- Roman : L'Anneau-Monde (Ringworld) par Larry Niven
- Roman court : Mauvaise rencontre à Lankhmar (Ill Met in Lankhmar) par Fritz Leiber
- Nouvelle longue : Sculpture lente (Slow Sculpture) par Theodore Sturgeon
- Nouvelle courte : Non attribué

#### 1971
- Roman : Le Temps des changements (A Time of Changes) par Robert Silverberg
- Roman court : L'Homme qui avait disparu (The Missing Man) par Katherine MacLean
- Nouvelle longue : La Reine de l'air et des ténèbres (The Queen of Air and Darkness) par Poul Anderson
- Nouvelle courte : Bonnes nouvelles du Vatican (Good News from the Vatican) par Robert Silverberg

#### 1972
- Roman : Les Dieux eux-mêmes (The Gods Themselves) par Isaac Asimov
- Roman court : Face à face avec Méduse (A Meeting with Medusa) par Arthur C. Clarke
- Nouvelle longue : Le Chant du barde (Goat Song) par Poul Anderson
- Nouvelle courte : Lorsque tout changea (When it Changed) par Joanna Russ

#### 1973
- Roman : Rendez-vous avec Rama (Rendez-vous with Rama) par Arthur C. Clarke
- Roman court : La Mort du Dr. Île (The Death of Doctor Island) par Gene Wolfe
- Nouvelle longue : De brume, d'herbe et de sable (Of Mist, and Grass, and Sand) par Vonda N. McIntyre
- Nouvelle courte : Le plan est l'amour, le plan est la mort (Love Is the Plan the Plan Is Death) par James Tiptree, Jr.
- Film : Soleil vert (Soylent Green) - Harry Harrison pour son roman Make Room! Make Room!! et Stanley R. Greenberg pour le scénario tiré du roman

#### 1974
- Roman : Les Dépossédés (The Dispossessed) par Ursula K. Le Guin
- Roman court : Né avec les morts (Born with the Dead) par Robert Silverberg
- Nouvelle longue : Les Étoiles, si elles sont divines (If the Stars are Gods) par Gordon Eklund et Gregory Benford
- Nouvelle courte : À la veille de la Révolution (The Day Before the Revolution) par Ursula K. Le Guin
- Film : Woody et les Robots (Sleeper) par Woody Allen
- Grand maître : Robert A. Heinlein

#### 1975
- Roman : La Guerre éternelle (The Forever War) par Joe Haldeman
- Roman court : Le Retour du bourreau (Home is the Hangman) par Roger Zelazny
- Nouvelle longue : San Diego Lightfoot Sue (San Diego Lightfoot Sue) par Tom Reamy
- Nouvelle courte : Dernier Zeppelin pour cet univers (Catch that Zeppelin!) par Fritz Leiber
- Scénario de film : Mel Brooks et Gene Wilder pour Frankenstein Junior (Young Frankenstein)
- Grand maître : Jack Williamson

#### 1976
- Roman : Homme-plus (Man Plus) par Frederik Pohl
- Roman court : Houston, Houston, me recevez-vous ? (Houston, Houston, Do You Read?) par James Tiptree, Jr.
- Nouvelle longue : L'Homme bicentenaire (The Bicentennial Man) par Isaac Asimov
- Nouvelle courte : Une foule d'ombres (A Crowd of Shadows) par Charles L. Grant
- Grand maître : Clifford D. Simak

#### 1977
- Roman : La Grande Porte (Gateway) par Frederik Pohl
- Roman court : La Danse des étoiles (Stardance) par Spider Robinson et Jeanne Robinson
- Nouvelle longue : Comme des mouches (The Screwfly Solution) par Raccoona Sheldon
- Nouvelle courte : Jeffty, cinq ans (Jeffty is Five) par Harlan Ellison
- Prix spécial : Star Wars

#### 1978
- Roman : Le Serpent du rêve (Dreamsnake) par Vonda McIntyre
- Roman court : Les Yeux de la nuit (The Persistence of Vision) par John Varley
- Nouvelle longue : A Glow of Candles, a Unicorn's Eye par Charles L. Grant
- Nouvelle courte : Chant de pierre (Stone) par Edward Bryant
- Grand maître : L. Sprague de Camp

#### 1979
- Roman : Les Fontaines du paradis (The Fountains of Paradise) par Arthur C. Clarke
- Roman court : Enemy Mine par Barry Longyear
- Nouvelle longue : Les Rois des sables (Sandkings) par George R. R. Martin
- Nouvelle courte : giAnts par Edward Bryant

### Années 1980
| Sommaire : | - Haut - 1980 - 1981 - 1982 - 1983 - 1984 - 1985 - 1986 - 1987 - 1988 - 1989 |

#### 1980
- Roman : Un paysage du temps (Timescape) par Gregory Benford
- Roman court : The Unicorn Tapestry par Suzy McKee Charnas
- Nouvelle longue : Les Vilains Poulets (The Ugly Chickens) par Howard Waldrop
- Nouvelle courte : La Grotte des cerfs qui dansent (Grotto of the Dancing Deer) par Clifford D. Simak
- Grand maître : Fritz Leiber

#### 1981
- Roman : La Griffe du demi-dieu (The Claw of the Conciliator) par Gene Wolfe
- Roman court : Le Jeu de Saturne (The Saturn Game) par Poul Anderson
- Nouvelle longue : Retour à la vie (The Quickening) par Michael Bishop
- Nouvelle courte : La Flûte d'os (The Bone Flute) par Lisa Tuttle

#### 1982
- Roman : No Enemy But Time par Michael Bishop
- Roman court : Another Orphan par John Kessel
- Nouvelle longue : Les Veilleurs du feu (Fire Watch) par Connie Willis
- Nouvelle courte : Une lettre des Cleary (A Letter from the Clearys) par Connie Willis

#### 1983
- Roman : Marée stellaire (Startide Rising) par David Brin
- Roman court : Hardfought par Greg Bear
- Nouvelle longue : Le Chant des leucocytes (Blood Music) par Greg Bear
- Nouvelle courte : Apaisement (The Peacemaker) par Gardner Dozois
- Grand maître : Andre Norton

#### 1984
- Roman : Neuromancien (Neuromancer) par William Gibson
- Roman court : Frappez : Entrée (PRESS ENTER ■) par John Varley
- Nouvelle longue : Enfants de sang (Bloodchild) par Octavia E. Butler
- Nouvelle courte : Enfant du matin (Morning Child) par Gardner Dozois

#### 1985
- Roman : La Stratégie Ender (Ender's Game) par Orson Scott Card
- Roman court : Voile vers Byzance (Sailing to Byzantium) par Robert Silverberg
- Nouvelle longue : Portrait de famille (Portraits of His Children) par George R. R. Martin
- Nouvelle courte : Les Visiteurs (Out of All Them Bright Stars) par Nancy Kress
- Grand maître : Arthur C. Clarke

#### 1986
- Roman : La Voix des morts (Speaker for the Dead) par Orson Scott Card
- Roman court : R&R par Lucius Shepard
- Nouvelle longue : The Girl Who Fell Into the Sky par Kate Wilhelm
- Nouvelle courte : Tangentes (Tangents) par Greg Bear
- Grand maître : Isaac Asimov

#### 1987
- Roman : La Cité des ombres (The Falling Woman) par Pat Murphy
- Roman court : Le Géomètre aveugle (The Blind Geometer) par Kim Stanley Robinson
- Nouvelle longue : Rachel amoureuse (Rachel in Love) par Pat Murphy
- Nouvelle courte : À toi pour toujours, Anna (Forever Yours, Anna) par Kate Wilhelm
- Grand maître : Alfred Bester

#### 1988
- Roman : Opération Cay (Falling Free) par Lois McMaster Bujold
- Roman court : Le Dernier des Winnebago (The Last of the Winnebagos) par Connie Willis
- Nouvelle longue : Le Chat de Schrödinger (Schrodinger's Kitten) par George Alec Effinger
- Nouvelle courte : Bible Stories for Adults, No. 17: The Deluge par James Morrow
- Grand maître : Ray Bradbury

#### 1989
- Roman : Healer's War par Elizabeth Ann Scarborough
- Roman court : Les Montagnes du deuil (The Mountains of Mourning) par Lois McMaster Bujold
- Nouvelle longue : Au Rialto (At the Rialto) par Connie Willis
- Nouvelle courte : Quelques rides sur la mer de Dirac (Ripples in the Dirac Sea) par Geoffrey A. Landis

### Années 1990
| Sommaire : | - Haut - 1990 - 1991 - 1992 - 1993 - 1994 - 1995 - 1996 - 1997 - 1998 - 1999 |

#### 1990
- Roman : Tehanu (Tehanu: The Last Book of Earthsea) par Ursula K. Le Guin
- Roman court : Le Vieil Homme et son double (The Hemingway Hoax) par Joe Haldeman
- Nouvelle longue : La Tour de Babylone (Tower of Babylon) par Ted Chiang
- Nouvelle courte : Les ours découvrent le feu (Bears Discover Fire) par Terry Bisson
- Grand maître : Lester del Rey

#### 1991
- Roman : Stations des profondeurs (Stations of the Tide) par Michael Swanwick
- Roman court : L'une rêve et l'autre pas (Beggars in Spain) par Nancy Kress
- Nouvelle longue : Chien d'aveugle (Guide Dog) par Mike Conner
- Nouvelle courte : Ma Qui (Ma Qui) par Alan Brennert
- Prix Ray-Bradbury : James Cameron, Terminator 2 : le Jugement dernier (Terminator 2 - Judgment Day)

#### 1992
- Roman : Le Grand Livre (Doomsday Book) par Connie Willis
- Roman court : Cité de vérité (City of Truth) par James Morrow
- Nouvelle longue : Danny Goes to Mars par Pamela Sargent
- Nouvelle courte : Même Sa Majesté (Even the Queen) par Connie Willis
- Grand maître : Frederik Pohl

#### 1993
- Roman : Mars la rouge (Red Mars) par Kim Stanley Robinson
- Roman court : La Nuit où ils ont enterré Road Dog (The Night We Buried Road Dog) par Jack Cady
- Nouvelle longue : Georgia on My Mind (Georgia on My Mind) par Charles Sheffield
- Nouvelle courte : Graves par Joe Haldeman

#### 1994
- Roman : L'Envol de Mars (Moving Mars) par Greg Bear
- Roman court : Sept vues de la gorge d'Olduvaï (Seven Views of Olduvai Gorge) par Mike Resnick
- Nouvelle longue : L'Enfant de Mars (The Martian Child) par David Gerrold
- Nouvelle courte : Plaidoyer pour les contrats sociaux (A Defense of the Social Contracts) par Martha Soukup
- Grand maître : Damon Knight
- Auteur émérite : Emil Petaja

#### 1995
- Roman : Expérience terminale (The Terminal Experiment) par Robert J. Sawyer
- Roman court : Dernier été à Mars Hill (Last Summer at Mars Hill) par Elizabeth Hand
- Nouvelle longue : Solitude (Solitude) par Ursula K. Le Guin
- Nouvelle courte : Death and the Librarian par Esther Friesner
- Prix du service pour la SFWA : Chuq Von Rospach
- Auteur émérite : Wilson Tucker
- Grand maître : A. E. van Vogt

#### 1996
- Roman : Slow River par Nicola Griffith
- Roman court : Da Vinci Rising par Jack Dann
- Nouvelle longue : L'Autre Bord (Lifeboat on a Burning Sea) par Bruce Holland Rogers
- Nouvelle courte : A Birthday par Esther M. Friesner
- Prix du service pour la SFWA : Sheila Finch
- Auteur émérite : Judith Merril
- Grand maître : Jack Vance

#### 1997
- Roman : La Lune et le Roi-Soleil (The Moon and the Sun) par Vonda McIntyre
- Roman court : Abandonné sur place (Abandon in Place) par Jerry Oltion
- Nouvelle longue : Les Fleurs de la prison d'Aulite (The Flowers of Aulit Prison) par Nancy Kress
- Nouvelle courte : Sister Emily's Lightship par Jane Yolen
- Prix du service pour la SFWA : Robin Wayne Bailey
- Auteur émérite : Nelson Slade Bond
- Grand maître : Poul Anderson

#### 1998
- Roman : La Paix éternelle (Forever Peace) par Joe Haldeman
- Roman court : Reading the Bones par Sheila Finch
- Nouvelle longue : Lost Girls par Jane Yolen
- Nouvelle courte : Treize chemins pour l'eau (Thirteen Ways to Water) par Bruce Holland Rogers
- Prix Ray-Bradbury : Babylon 5 (Babylon 5) par J. Michael Straczynski
- Auteur émérite : William Tenn
- Grand maître : Hal Clement

#### 1999
- Roman : La Parabole des talents (Parable of the Talents) par Octavia E. Butler
- Roman court : L'Histoire de ta vie (Story of Your Life) par Ted Chiang
- Nouvelle longue : Mars is No Place for Children par Mary A. Turzillo
- Nouvelle courte : The Cost of Doing Business par Leslie What
- Scénario : Sixième sens (The Sixth Sense) par M. Night Shyamalan
- Prix du service pour la SFWA : George Zebrowski et Pamela Sargent (ex æquo)
- Auteur émérite : Daniel Keyes
- Grand maître : Brian W. Aldiss

### Années 2000
| Sommaire : | - Haut - 2000 - 2001 - 2002 - 2003 - 2004 - 2005 - 2006 - 2007 - 2008 - 2009 |

#### 2000
- Roman : L'Échelle de Darwin (Darwin's Radio) par Greg Bear
- Roman court : Goddesses par Linda Nagata
- Nouvelle longue : Daddy's World par Walter Jon Williams
- Nouvelle courte : Meucs (macs) par Terry Bisson
- Scénario : Galaxy Quest (Galaxy Quest) par Robert Gordon et David Howard
- Prix Ray-Bradbury : 2000X — Tales of the Next Millennia par Yuri Rasovsky et Harlan Ellison
- Auteur émérite : Robert Sheckley
- Grand maître : Philip José Farmer

#### 2001
- Roman : Quantum Rose (The Quantum Rose) par Catherine Asaro
- Roman court : The Ultimate Earth par Jack Williamson
- Nouvelle longue : Le Fantôme de Louise (Louise's Ghost) par Kelly Link
- Nouvelle courte : The Cure for Everything par Severna Park
- Scénario : Tigre et Dragon (Crouching Tiger, Hidden Dragon) par James Schamus, Kuo Jung Tsai et Hui-Ling Wang ; tiré du roman de Du Lu Wang
- Prix du président : Betty Ballantine

#### 2002
- Roman : American Gods (American Gods) par Neil Gaiman
- Roman court : Bronte's Egg par Richard Chwedyk
- Nouvelle longue : L'Enfer, quand Dieu n'est pas présent (Hell is the Absence of God) par Ted Chiang
- Nouvelle courte : Creature par Carol Emshwiller
- Scénario : Le Seigneur des anneaux : La Communauté de l'anneau (The Lord of the Rings: The Fellowship of the Ring) par Fran Walsh, Philippa Boyens et Peter Jackson ; tiré de Le Seigneur des anneaux (The Lord of the Rings) par J. R. R. Tolkien
- Grand maître : Ursula K. Le Guin

#### 2003
- Roman : La Vitesse de l'obscurité (The Speed of Dark) par Elizabeth Moon
- Roman court : Coraline (Coraline) par Neil Gaiman
- Nouvelle longue : L'Empire de la crème glacée (The Empire of Ice Cream) par Jeffrey Ford
- Nouvelle courte : What I Didn't See par Karen Joy Fowler
- Scénario : Le Seigneur des anneaux : Les Deux Tours (The Lord of the Rings: The Two Towers) par Fran Walsh, Philippa Boyens, Stephen Sinclair et Peter Jackson ; tiré de Le Seigneur des anneaux (The Lord of the Rings) par J. R. R. Tolkien
- Prix du service pour la SFWA : Michael Capobianco et Ann Crispin (ex æquo)
- Auteur de distinction : Charles L. Harness
- Auteur émérite : Katherine MacLean
- Grand maître : Robert Silverberg

#### 2004
- Roman : Paladin des âmes (Paladin of Souls) par Lois McMaster Bujold
- Roman court : La Peste du léopard vert (The Green Leopard Plague) par Walter Jon Williams
- Nouvelle longue : Basement Magic par Ellen Klages
- Nouvelle courte : Coming to Terms par Eileen Gunn
- Scénario : Le Seigneur des anneaux : Le Retour du roi (The Lord of the Rings: The Return of the King) par Fran Walsh, Philippa Boyens et Peter Jackson ; tiré de Le Seigneur des anneaux (The Lord of the Rings) par J. R. R. Tolkien
- Prix du service pour la SFWA : Kevin O’Donnell, Jr.
- Grand maître : Anne McCaffrey

#### 2005
- Roman : Camouflage par Joe Haldeman
- Roman court : Magie pour débutants (Magic for Beginners) par Kelly Link
- Nouvelle longue : Le Sac à main féerique (The Faery Handbag) par Kelly Link
- Nouvelle courte : I Live with You par Carol Emshwiller
- Scénario : Serenity (Serenity) par Joss Whedon
- Prix Andre-Norton : Valiant: A Modern Tale of Faerie par Holly Black
- Auteur émérite : William F. Nolan
- Grand maître : Harlan Ellison

#### 2006
- Roman : Seeker (Seeker) par Jack McDevitt
- Roman court : Fournaise (Burn) par James Patrick Kelly
- Nouvelle longue : Two Hearts par Peter S. Beagle
- Nouvelle courte : Écho (Echo) par Elizabeth Hand
- Scénario : Le Château ambulant (Howl's Moving Castle) par Hayao Miyazaki, Cindy Davis Hewitt et Donald H. Hewitt
- Prix Andre-Norton : Dans les griffes de la sorcière (Magic or Madness) par Justine Larbalestier
- Prix du service pour la SFWA : Brook West et Julia West (ex æquo)
- Auteur émérite : D. G. Compton
- Grand maître : James Gunn

#### 2007
- Roman : Le Club des policiers yiddish (The Yiddish Policemen's Union) par Michael Chabon
- Roman court : La Fontaine des âges (Fountain of Age) par Nancy Kress
- Nouvelle longue : Le Marchand et la Porte de l'alchimiste (The Merchant and the Alchemist's Gate) par Ted Chiang
- Nouvelle courte : Always (Always) par Karen Joy Fowler
- Scénario : Le Labyrinthe de Pan (Pan's Labyrinth) par Guillermo del Toro
- Prix Andre-Norton : Harry Potter et les Reliques de la Mort (Harry Potter and the Deathly Hallows) par J. K. Rowling
- Prix du service pour la SFWA : Melisa Michaels et Graham P. Collins
- Grand maître : Michael Moorcock

#### 2008
- Roman : Pouvoirs (Powers) par Ursula K. Le Guin
- Roman court : The Spacetime Pool par Catherine Asaro
- Nouvelle longue : Orgueil et Prométhée (Pride and Prometheus) par John Kessel
- Nouvelle courte : Trophy Wives par Nina Kiriki Hoffman
- Scénario : WALL-E (WALL-E), scénario de Andrew Stanton et Jim Reardon, histoire originale de Andrew Stanton et Peter Docter
- Prix Andre-Norton : Flora’s Dare: How a Girl of Spirit Gambles All to Expand Her Vocabulary, Confront a Bouncing Boy Terror, and Try to Save Califa from a Shaky Doom (Despite Being Confined to Her Room) par Ysabeau S. Wilce (en)
- Prix Ray-Bradbury : Joss Whedon
- Prix du service pour la SFWA : Victoria Strauss
- Auteur émérite : Ardath Mayhar
- Grand maître : Harry Harrison

#### 2009
- Roman : La Fille automate (The Windup Girl) par Paolo Bacigalupi
- Roman court : The Women of Nell Gwynne’s par Kage Baker
- Nouvelle longue : Masques (Sinner, Baker, Fabulist, Priest; Red Mask, Black Mask, Gentleman, Beast) par Eugie Foster
- Nouvelle courte : Mêlée (Spar) par Kij Johnson
- Prix Andre-Norton : La Fille qui navigua autour de Féérie dans un bateau construit de ses propres mains (The Girl Who Circumnavigated Fairyland in a Ship of Her Own Making) par Catherynne M. Valente
- Prix Ray-Bradbury : District 9 (District 9) par Neill Blomkamp et Terri Tatchell
- Prix Solstice : Kate Wilhelm, A. J. Budrys et Martin H. Greenberg
- Prix du service pour la SFWA : Vonda N. McIntyre et Keith Stokes
- Auteur émérite : M. J. Engh (en)
- Grand maître : Joe Haldeman

### Années 2010
| Sommaire : | - Haut - 2010 - 2011 - 2012 - 2013 - 2014 - 2015 - 2016 - 2017 - 2018 - 2019 |

#### 2010
- Roman : Black-out / All Clear (Blackout/All Clear) par Connie Willis
- Roman court : The Lady Who Plucked Red Flowers beneath the Queen’s Window par Rachel Swirsky
- Nouvelle longue : That Leviathan, Whom Thou Hast Made par Eric James Stone
- Nouvelle courte : Poneys (Ponies) par Kij Johnson et How Interesting: A Tiny Man par Harlan Ellison (ex æquo)
- Prix Andre-Norton : Je m'habillerai de nuit (I Shall Wear Midnight) par Terry Pratchett
- Prix Ray-Bradbury : Inception (Inception) par Christopher Nolan
- Prix Solstice : Tom Doherty (en), Terri Windling et Donald Wollheim
- Prix du service pour la SFWA : John E. Johnston, III
- Auteur émérite : Neal Barret

#### 2011
- Roman : Morwenna (Among Others) par Jo Walton
- Roman court : Un pont sur la brume (The Man Who Bridged the Mist) par Kij Johnson
- Nouvelle longue : Ce que nous avons trouvé (What We Found) par Geoff Ryman
- Nouvelle courte : La Ménagerie de papier (The Paper Menagerie) par Ken Liu
- Prix Andre-Norton : Le Labyrinthe de la liberté (The Freedom Maze) par Delia Sherman
- Prix Ray-Bradbury : L'épisode L'Âme du TARDIS (The Doctor's Wife) de Doctor Who, écrit par Neil Gaiman, dirigé par Richard Clark
- Prix Solstice : Michael Whelan et James Tiptree, Jr.
- Prix du service pour la SFWA : Clarence Howard Webster
- Grand maître : Connie Willis

#### 2012
- Roman : 2312 (2312) par Kim Stanley Robinson
- Roman court : Après la chute (After the Fall, Before the Fall, During the Fall) par Nancy Kress
- Nouvelle longue : Close Encounters par Andy Duncan
- Nouvelle courte : Immersion (Immersion) par Aliette de Bodard
- Prix Andre-Norton : Fair Coin par E. C. Myers (en)
- Prix Ray-Bradbury : Les Bêtes du sud sauvage (Beasts of the Southern Wild) par Benh Zeitlin (metteur en scène) et Benh Zeitlin et Lucy Abilar (scénaristes)
- Prix Solstice : Octavia E. Butler et John Clute
- Prix du service pour la SFWA : Michael H. Payne
- Grand maître : Gene Wolfe

#### 2013
- Roman : La Justice de l'ancillaire (Ancillary Justice) par Ann Leckie
- Roman court : The Weight of the Sunrise par Vylar Kaftan (en)
- Nouvelle longue : The Waiting Stars par Aliette de Bodard
- Nouvelle courte : If You Were a Dinosaur, My Love par Rachel Swirsky (en)
- Prix Andre-Norton : Sister Mine par Nalo Hopkinson
- Prix Ray-Bradbury : Gravity (Gravity) par Alfonso Cuarón (metteur en scène) et Alfonso Cuarón, Jonás Cuarón et Rodrigo García (scénaristes)
- Prix Solstice : Carl Sagan et Ginjer Buchanan (en)
- Prix du service pour la SFWA : Michael Armstrong
- Grand maître : Samuel R. Delany

#### 2014
- Roman : Annihilation (Annihilation) par Jeff VanderMeer
- Roman court : Yesterday’s Kin par Nancy Kress
- Nouvelle longue : A Guide to the Fruits of Hawai’i par Alaya Dawn Johnson
- Nouvelle courte : Jackalope Wives par Ursula Vernon
- Prix Andre-Norton : Love Is the Drug par Alaya Dawn Johnson
- Prix Ray-Bradbury : Les Gardiens de la Galaxie (Guardians of the Galaxy) par James Gunn (metteur en scène) et James Gunn et Nicole Periman (scénaristes)
- Prix Solstice : Joanna Russ et Stanley Schmidt (en)
- Prix du service pour la SFWA : Jeffry Dwight
- Grand maître : Larry Niven

#### 2015
- Roman : Déracinée (Uprooted) par Naomi Novik
- Roman court : Binti (Binti) par Nnedi Okorafor
- Nouvelle longue : Our Lady of the Open Road par Sarah Pinsker
- Nouvelle courte : Hungry Daughters of Starving Mothers par Alyssa Wong (en)
- Prix Andre-Norton : Updraft par Fran Wilde (en)
- Prix Ray-Bradbury : Mad Max: Fury Road par George Miller (metteur en scène) et George Miller, Brendan McCarthy et Nick Lathouris (scénaristes)
- Prix Solstice : Terry Pratchett
- Prix du service pour la SFWA : Lawrence M. Schoen (en)
- Grand maître : C. J. Cherryh

#### 2016
- Roman : Tous les oiseaux du ciel (All the Birds in the Sky) par Charlie Jane Anders
- Roman court : Les Portes perdues (Every Heart a Doorway) par Seanan McGuire
- Nouvelle longue : The Long Fall Up par William Ledbetter
- Nouvelle courte : Seasons of Glass and Iron par Amal El-Mohtar
- Prix Andre-Norton : Arabella of Mars par David D. Levine
- Prix Ray-Bradbury : Premier Contact par Denis Villeneuve (metteur en scène) et Eric Heisserer (scénariste)
- Prix Solstice : Peggy Rae Sapienza (en) et Toni Weisskopf (en)
- Prix du service pour la SFWA : Jim Fiscus
- Grand maître : Jane Yolen

#### 2017
- Roman : Les Cieux pétrifiés (The Stone Sky) par N. K. Jemisin
- Roman court : Défaillances systèmes (All Systems Red) par Martha Wells
- Nouvelle longue : A Human Stain par Kelly Robson
- Nouvelle courte : Welcome to Your Authentic Indian Experience™ par Rebecca Roanhorse
- Prix Andre-Norton : The Art of Starving par Sam J. Miller
- Prix Ray-Bradbury : Get Out par Jordan Peele (metteur en scène et scénariste)
- Prix Solstice : Gardner R. Dozois et Sheila Williams
- Prix du service pour la SFWA : John C. Sparhawk (en)
- Grand maître : Peter S. Beagle

#### 2018
- Roman : Vers les étoiles (The Calculating Stars) par Mary Robinette Kowal
- Roman court : The Tea Master and the Detective par Aliette de Bodard
- Nouvelle longue : The Only Harmless Great Thing par Brooke Bolander (en)
- Nouvelle courte : The Secret Lives of the Nine Negro Teeth of George Washington par P. Djèlí Clark
- Scénario pour un jeu : Black Mirror: Bandersnatch par Charlie Brooker
- Prix Andre-Norton : De sang et de rage (Children of Blood and Bone) par Tomi Adeyemi
- Prix Ray-Bradbury : Spider-Man: New Generation par Peter Ramsey, Bob Persichetti et Rodney Rothman (metteurs en scène) et Phil Lord et Rodney Rothman (scénaristes)
- Prix Solstice : Neil Clarke (en) et Nisi Shawl
- Prix du service pour la SFWA : Julia Rios
- Grand maître : William Gibson

#### 2019
- Roman : A Song for a New Day par Sarah Pinsker
- Roman court : Les Oiseaux du temps (This Is How You Lose the Time War) par Amal El-Mohtar et Max Gladstone
- Nouvelle longue : Carpe Glitter par Cat Rambo (en)
- Nouvelle courte : Give the Family My Love par A. T. Greenblatt (en)
- Scénario pour un jeu : The Outer Worlds par  Leonard Boyarsky, Kate Dollarhyde, Paul Kirsch, Chris L'Etoile, Daniel McPhee, Carrie Patel, Nitai Poddar, Marc Soskin et Megan Starks
- Prix Andre-Norton : Riverland par Fran Wilde (en)
- Prix Ray-Bradbury : l'épisode Des temps difficiles de la série télévisée Good Omens par Douglas Mackinnon (en) (metteur en scène) et Neil Gaiman (scénariste)
- Prix Solstice : David Gaughran (en) et John Picacio (en)
- Prix du service pour la SFWA : Lee Martindale
- Grand maître : Lois McMaster Bujold

### Années 2020
| Sommaire : | - Haut - 2020 - 2021 - 2022 - 2023 - 2024 |

#### 2020
- Roman : Effet de réseau (Network Effect) par Martha Wells
- Roman court : Ring Shout : Cantique rituel (Ring Shout) par P. Djèlí Clark
- Nouvelle longue : Deux vérités, un mensonge (Two Truths and a Lie) par Sarah Pinsker
- Nouvelle courte : Open House on Haunted Hill par John Wiswell
- Scénario pour un jeu : Hades par Greg Kasavin
- Prix Andre-Norton : Guide pratique pour boulangère magique (A Wizard’s Guide to Defensive Baking) par T. Kingfisher
- Prix Ray-Bradbury : l'épisode Quand vous êtes prêts de la série télévisée The Good Place par Michael Schur (scénariste et metteur en scène)
- Prix Solstice : Ben Bova, Rachel Caine et Jarvis Sheffield
- Prix du service pour la SFWA : Connie Willis
- Grand maître : Nalo Hopkinson

#### 2021
- Roman : Maître des djinns (A Master of Djinn) par P. Djèlí Clark
- Roman court : Et que désirez-vous ce soir (And What Can We Offer You Tonight) par Premee Mohamed (en)
- Nouvelle longue : O2 Arena par Oghenechovwe Donald Ekpeki (en)
- Nouvelle courte : Where Oaken Hearts Do Gather par Sarah Pinsker
- Scénario pour un jeu : Thirsty Sword Lesbians par April Kit Walsh, Whitney Delagio, Dominique Dickey, Jonaya Kemper, Alexis Sara et Rae Nedjadi
- Prix Andre-Norton : A Snake Falls to Earth par Darcie Little Badger
- Prix Ray-Bradbury : la mini-série télévisée WandaVision créé par Jac Schaeffer
- Prix Solstice : Petra Mayer (en), Arley Sorg et Troy L. Wiggins
- Prix du service pour la SFWA : Colin Coyle
- Grand maître : Mercedes Lackey

#### 2022
- Roman : Babel (Babel) par R. F. Kuang
- Roman court : Even Though I Knew the End par C. L. Polk (en)
- Nouvelle longue : If You Find Yourself Speaking to God, Address God with the Informal You par John Chu (en)
- Nouvelle courte : Rabbit Test par Samantha Mills
- Scénario pour un jeu : Elden Ring par Hidetaka Miyazaki et George R. R. Martin
- Prix Andre-Norton : Ruby Finley vs. the Interstellar Invasion par K. Tempest Bradford (en)
- Prix Ray-Bradbury : Everything Everywhere All at Once par Daniel Kwan et Daniel Scheinert (metteurs en scène et scénaristes)
- Prix Solstice : Greg Bear et Cerece Rennie Murphy
- Prix du service pour la SFWA : Mishell Baker (en)
- Grand maître : Robin McKinley
- Prix Infinity : Octavia E. Butler

#### 2023
- Roman : Les Portes de Lumière (The Saint of Bright Doors) par Vajra Chandrasekera
- Roman court : Linghun par Ai Jiang (en)
- Nouvelle longue : The Year Without Sunshine par Naomi Kritzer (en)
- Nouvelle courte : Tantie Merle and the Farmhand 4200 par R. S. A. Garcia (en)
- Scénario pour un jeu : Baldur's Gate III par Adam Smith, Adrienne Law, Baudelaire Welch, Chrystal Ding, Ella McConnell, Ine Van Hamme, Jan Van Dosselaer, John Corcoran, Kevin VanOrd, Lawrence Schick, Rachel Quirke, Ruairí Moore, Sarah Baylus, Stephen Rooney, Martin Docherty et Swen Vincke
- Prix Andre-Norton : To Shape a Dragon’s Breath par Moniquill Blackgoose
- Prix Ray-Bradbury : Barbie par Greta Gerwig (metteur en scène et scénariste) et Noah Baumbach (scénariste)
- Prix Solstice : Jennell Jaquays
- Prix du service pour la SFWA : James Hosek
- Grand maître : Susan Cooper
- Prix Infinity : Tanith Lee

#### 2024
- Roman : Someone You Can Build a Nest In par John Wiswell (en)
- Roman court : The Dragonfly Gambit par A. D. Sui
- Nouvelle longue : Negative Scholarship on the Fifth State of Being par A. W. Prihandita
- Nouvelle courte : Why Don’t We Just Kill the Kid in the Omelas Hole par Isabel J. Kim (en)
- Scénario pour un jeu : A Death In Hyperspacea par une équipe d'écrivains dirigée par Stewart Baker
- Prix Andre-Norton : The Young Necromancer’s Guide to Ghosts par Vanessa Ricci-Thode
- Prix Ray-Bradbury : Dune, deuxième partie par Denis Villeneuve (metteur en scène et scénariste) et Jon Spaihts (scénariste)
- Prix Solstice : Eugen Bacon (en)
- Prix du service pour la SFWA : C. J. Lavigne
- Grand maître : Nicola Griffith